# Сотириу, Константинос
Константинос Сотириу (греч. Κωνσταντινος Σωτηριου; 21 июня 1996, Никосия) — кипрский футболист,  защитник сборной Кипра. Выступает за польский клуб «Корона Кельце». Брат Пиероса Сотириу.

## Биография

### Клубная карьера
Профессиональную карьеру начал в сезоне 2013/14 в составе столичного «Олимпиакоса», который на тот момент выступал во втором дивизионе. По итогам сезона 2016/17 «Олимпиакос» вернулся в высшую лигу, где Сотириу отыграл один сезон. Летом 2018 года подписал контракт с клубом «Анортосис». В его составе провёл два матча в рамках первого отборочного раунда Лиги Европы 2018/19 против албанского «Лачи», при этом в чемпионате Кипра на поле не выходил. Зимой 2019 года был отдан в аренду до конца сезона в клуб «Докса», за который сыграл 11 матчей. Летом того же года вернулся в «Олимпиакос». В концовке сезона 2020/21 выходил на поле в качестве капитана команды.
В 2021 году подписал контракт с АЕЛ Лимасол.

### Карьера в сборной
Дебютировал за сборную Кипра в марте 2021 года, проведя в основе три подряд отборочных матча чемпионата мира 2022 против сборных Словакии, Хорватии и Словении.